# 林佩特島
67°38′S 68°18′W / 67.633°S 68.300°W
林佩特島（Limpet Island），是南極洲的島嶼，位於阿德萊德島東南面，處於萊德灣入口處，是萊奧尼群島的一部分，在1909年由讓-巴蒂斯特·夏古率領的法國探險隊發現，現時由南極條約體系管理。